# 궁수자리 로1
궁수자리 로1(ρ1 Sgr)은 남반구 하늘의 궁수자리 방향에 있는 단독성이자 변광성이다. 궁수자리 로1은 흰색 빛을 내며 겉보기등급은 +3.93을 기준으로 변동을 보이나 맨눈으로 볼 수 있다. 시차에 의거하여 구한 이 별까지의 거리는 약 127 광년이며 초당 1.2 킬로미터의 속도로 지구로부터 멀어지고 있다. 황도 근처에 자리잡고 있어 달이 가릴 때가 있다.
로1의 분광형은 A9 IV로 주계열에서 이탈하여 진화하는 과정에 있는 준거성이다. 로1은 진폭이 작은 방패자리 델타형 변광성으로 0.05일을 주기로 하여 3.94 ~ 3.90의 범위에서 밝기가 변한다. 항성의 나이는 8억 9300만 년이며 자전 속도는 초당 68 킬로미터이다. 질량은 태양의 1.9배이며 반지름은 3.3배이다. 로1의 유효온도는 7469 켈빈으로 태양 광도의 31배에 해당하는 에너지를 광구에서 복사한다.